# 杜格沃
杜格沃是保加利亚的城鎮，位於該國東北部，距離首都索菲亞400公里，由錫利斯特拉州負責管轄，海拔高度237米，受大陸性氣候影響，2009年人口6,621，居民主要信奉伊斯蘭教。

## 外部連結
- Dulovo municipality website

43°49′23″N 27°08′28″E / 43.822946°N 27.141233°E